# سولسونس
سولسونس (به اسپانیایی: Solsonés) یک منطقهٔ مسکونی در اسپانیا است که در استان لریدا واقع شده‌است. سولسونس ۱٬۰۰۱٫۱ کیلومتر مربع مساحت و ۱۳٬۴۹۷ نفر جمعیت دارد.